# 北秋田市立鷹巣東小学校
北秋田市立鷹巣東小学校（きたあきたしりつたかのすひがししょうがっこう）は、秋田県北秋田市栄にある公立小学校。

## 学校概要
2027年から2031年度までに、鷹巣小・綴子小と統合予定。
- 児童数 73名
- 学級数 8

※2024年4月1日現在
教育目標
ゆたかで かしこく たくましく
～地域とともにある学校をめざして～
校歌
- 作詞 九島 与治郎
- 作曲 後藤 惣一朗

## 沿革
- 1879年（明治12年）6月25日 - 栄学校創立
- 1881年（明治14年） - 太田分校設立
- 1903年（明治36年）5月13日 - 太田と摩当に二校設立
- 1928年（昭和3年） - 太田・摩当の両校が統合し栄尋常小学校設立
- 1947年（昭和22年）2月1日 - 栄小学校に改称
- 1955年（昭和30年）4月 - 町村合併により鷹巣町立栄小学校に改称
- 1970年（昭和45年）7月1日 - 鷹巣町立鷹巣東小学校に改称
- 1993年（平成5年）11月3日 - 校舎新築落成式
- 2005年（平成17年）3月22日 - 町村合併により北秋田市立鷹巣東小学校に改称

## 通学区域
- 栄字 - 鷹巣小学区以外[2]
- 綴子字 - 掛泥・米堤下・古関・掛泥野・高野尻・大田屋敷後・長右エ門堤下・掛泥向（鷹巣小学区以外）

## 進学先中学校
- 北秋田市立鷹巣中学校

## 学区内の主な施設
- 栄公民館
- 鷹巣東保育園
- イオンタウン鷹巣郵便局
- たかのすモール
- イオンタウン鷹巣
- 北秋田市土地改良区
- JA葬祭 虹のホールたかのす
- 秋田県道102号大館鷹巣線
- 国道105号 鷹巣バイパス

## 交通
- 秋北バス・市街地循環バス - 「イオンタウン鷹巣」バス停より徒歩10分
- JR鷹ノ巣駅より徒歩26分
- 鷹巣インターチェンジより車で7分
- 大館能代空港より直線で約4.5km

## 出身者
- 高橋晋平（1992年3月に鷹巣町立鷹巣東小学校卒業）- 株式会社ウサギ代表取締役・おもちゃクリエイター
- 鈴木祐貴 - バレーボール選手